# Чиатура
Чиату́ра (груз. ჭიათურა) — город в Грузии, в Имеретии.
Население — 12 803 жителей (2014 год).

## География
Город расположен в ущелье реки Квирила (приток Риони) и на прилегающих плато; расстояние до Тбилиси по железной дороге — 220 км. Железнодорожная станция на ветви Зестафони — Сачхере (от линии Самтредиа — Хашури) Грузинской железной дороги. Районы Чиатура связаны с центральной частью города пассажирскими воздушно-канатными дорогами.

## История
Во времена Российской империи поселение на месте современной Чиатуры называлось Квирила в честь одноименной реки, протекающей через нынешний город. Административно входило в состав Шорапанского уезда Кутаисской губернии. Статус города — с 1921 года.

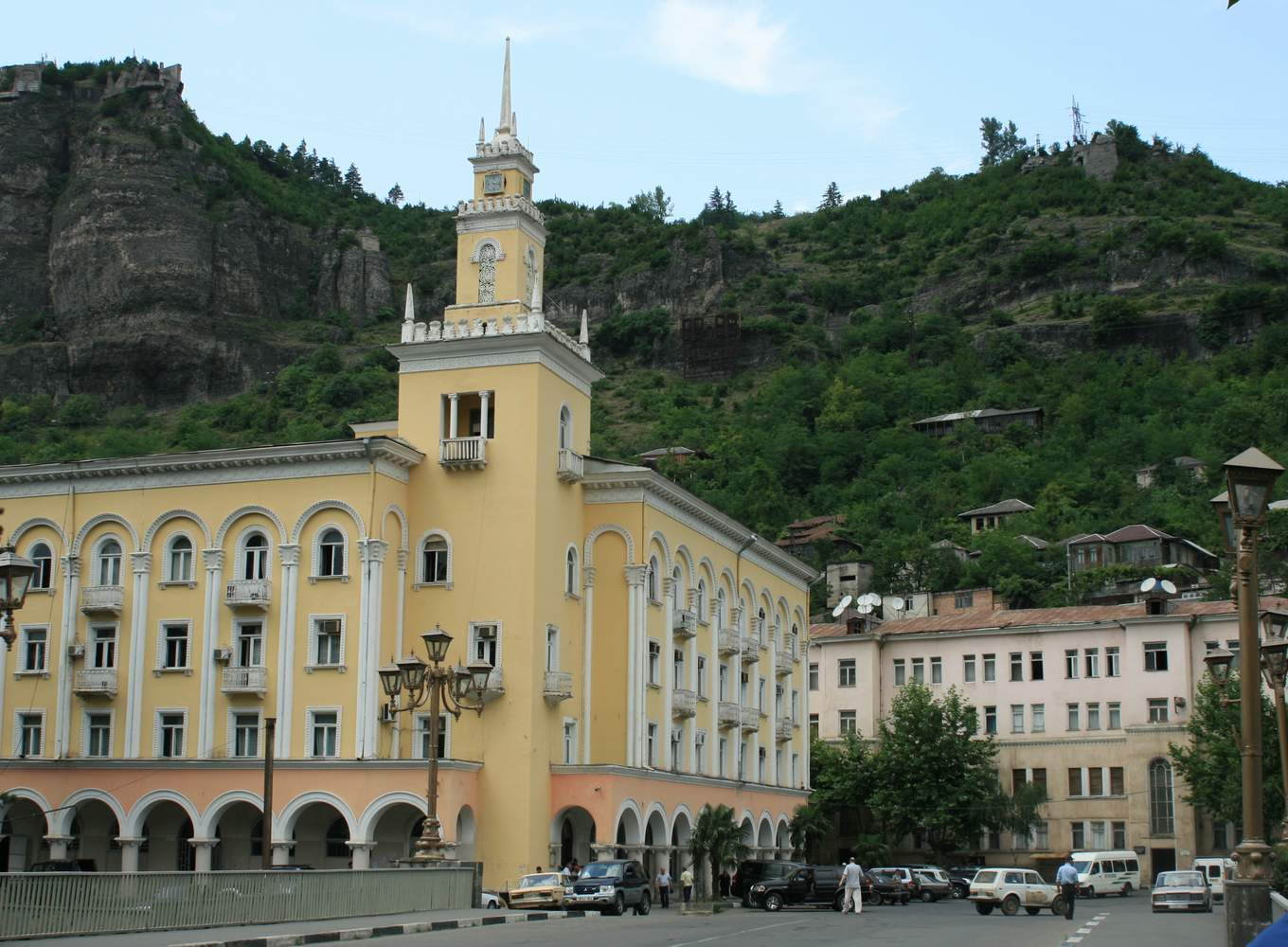
Муниципальное здание в Чиатуре

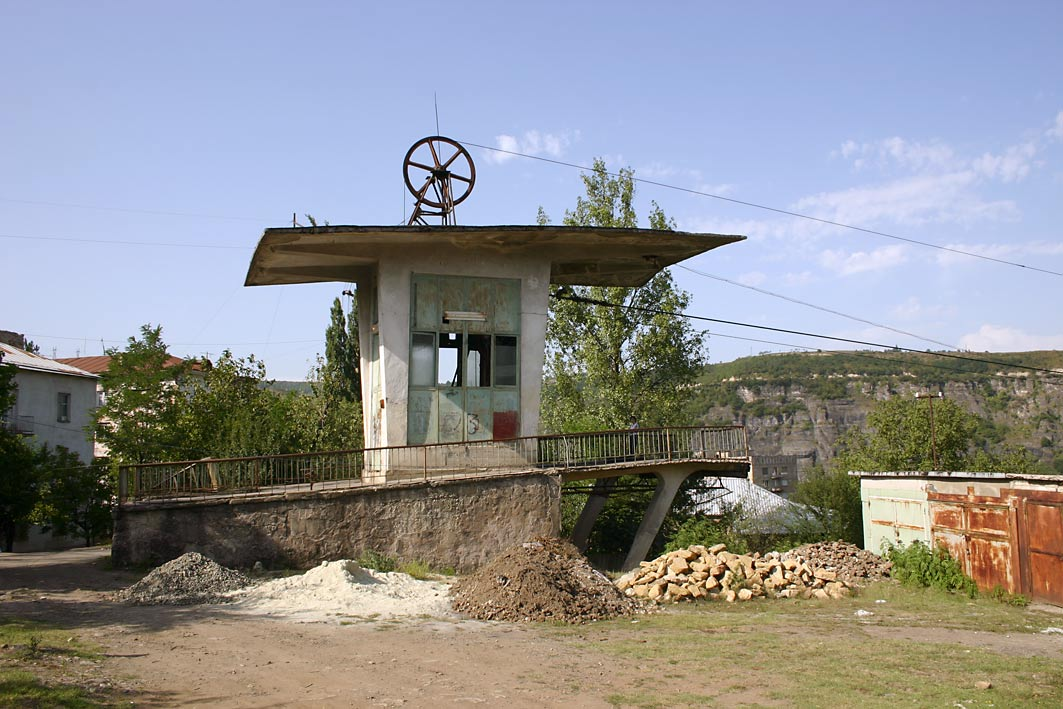
Станция канатной дороги

## Экономика
Осуществляется добыча и обогащение марганцевой руды (Чиатурское марганцевое месторождение), кварцевого песка, добыча мрамора; завод силикатного кирпича; имеются чайная и швейная фабрики.

## Транспорт
В 1967—2008 годах действовала междугородная троллейбусная система между Чиатурой и Сачхере. В 2019—2021 годах проводился капитальный ремонт пассажирских канатных дорог.

## Культура
В городе работают краеведческий музей, Грузинский чиатурский театр им. А. Церетели, дворец пионеров, дворец культуры.

## Достопримечательности
- Пещеры Джарбели.
- Средневековая крепость.
- Близ города, в селе Кацхи, сохранился купольный храм Мацховари (X—XI века) с остатками росписи.
- Многочисленные действующие канатные дороги.

## Известные люди
- Гомиашвили, Арчил Михайлович — советский актёр, родился в Чиатуре 23 марта 1926 года.
- Абашидзе, Григол Григорьевич — грузинский поэт, родился в Чиатуре 19 июля (1 августа) 1914 года.
- Бараташвили, Мария Гервасиевна — драматург[6].
- Георгадзе, Михаил Порфирьевич — советский партийный и государственный деятель, секретарь Президиума Верховного Совета СССР, родился в Чиатуре 28 февраля 1912 года.

## Города-побратимы
- Никополь, Украина
- Кейла, Эстония
- Сигулда, Латвия